# Alliance verte (Colombie)

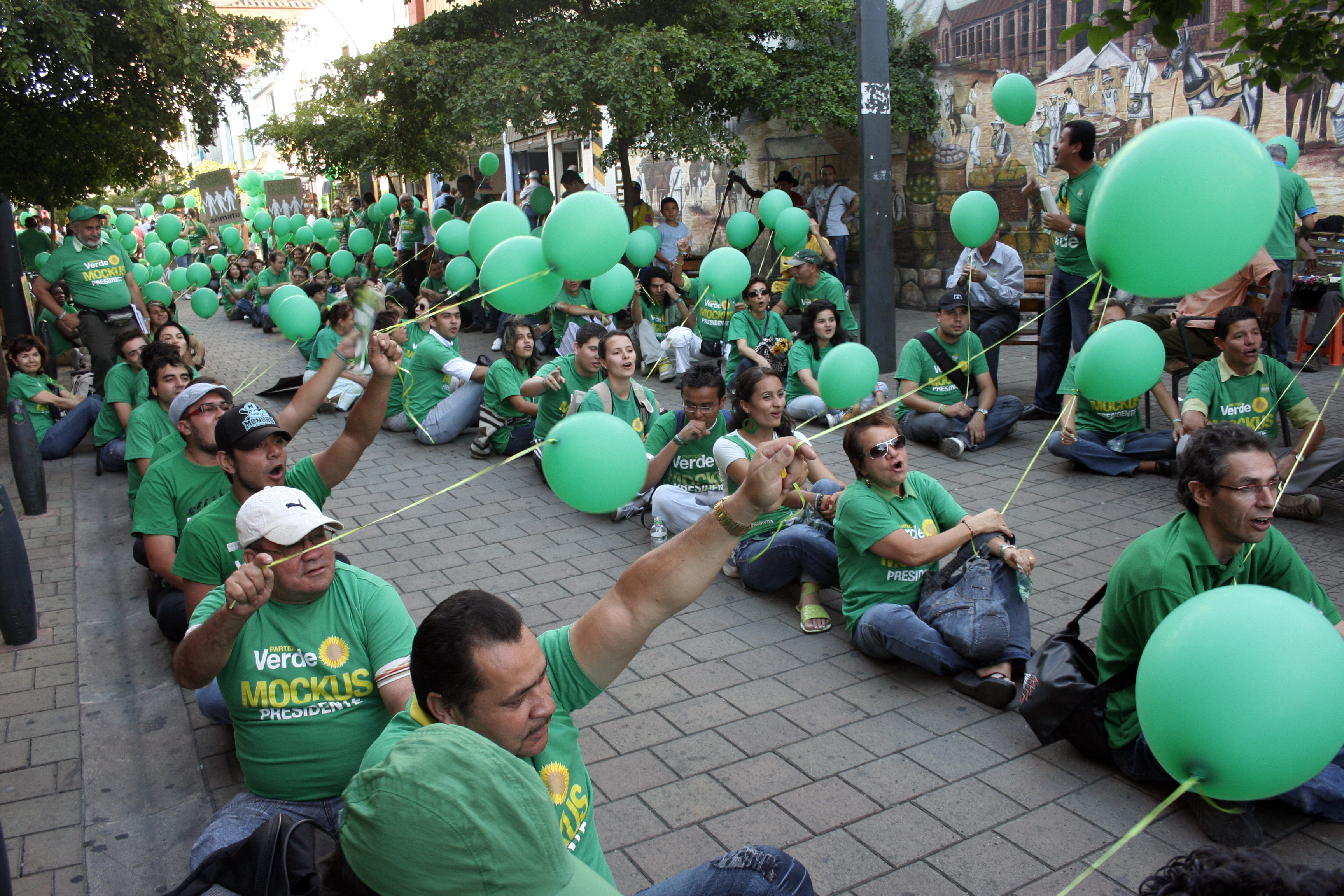
Partisans d'Antanas Mockus à Medellín en 2010.

Le Parti vert (en espagnol : Partido Verde) est un parti politique colombien écologiste fondé en octobre 2009. Constitué officiellement le 2 octobre 2009, il est issu de ce qu'on appelait le Green Party Option Center, qui fonctionnait avec le statut légal de l'Alliance Démocratique M-19.
Le 26 septembre 2013, lors du 4e congrès national du parti, l'union avec le Mouvement progressiste a été approuvée et le nom a été changé en Alliance verte, en plus de prendre la décision de se retirer de l'Unité nationale. Par la suite, ils ont intégré des candidats dans la liste de l'Union patriotique au Sénat pour les élections législatives de 2014.

## Historique
Son candidat à l'élection présidentielle de 2010, Antanas Mockus est arrivé second au premier tour.
Dans l'optique des élections législatives de 2014, des partis d'orientations idéologiques diverses se sont regroupés au sein de l’Alliance verte. Sur la base d’un programme revendiquant le soutien au processus de paix et l’inclusion sociale, elle comprend l'Union patriotique, Progressistes (scission de gauche du Pôle démocratique alternatif), Podemos Colombia, et plusieurs organisations paysannes.

## Idéologie
Une fois constitué, le parti a défini comme principes :
1. Le rejet de tout type de violence et de toute complicité avec des groupes hors la loi et avec des fonctionnaires ou des citoyens corrompus.
2. Le respect de la vie
3. La gestion transparente et efficace des ressources publiques en tant que ressources sacrées.
4. L'incorporation, dans les décisions publiques et privées, de la prévision et de la gestion des conséquences environnementales.
5. La primauté d'intérêt général plutôt que d'intérêt privé.
6. Le respect et la défense de la Constitution politique.
7. La reconnaissance et l'appréciation des différences et de la pluralité.
8. La cohérence entre les fins et les méthodes, et non du tout.
9. Construire sur le construit.

De la même manière, ils ont établi comme priorités programmatiques : 
1. La culture citoyenne et l'éducation comme piliers du développement.
2. La défense et la protection de l'environnement et de la biodiversité.
3. la recherche efficace pour l'égalité, l'équité, l'exercice des droits et l'accès à la justice.
4. Le développement durable du point de vue social, économique et environnemental.
5. La sécurité et la coexistence pour le droit de vivre sans peur.
6. Le renforcement de l'autonomie et la productivité des régions.
7. La croissance économique qui facilite la redistribution.
8. Mettre l'accent sur les politiques publiques concernant les enfants et les jeunes.
9. L'expansion des capacités et des opportunités.
10. L'élimination de toutes les formes de discrimination sexuelle ou de genre.

En outre, ils adhèrent aux Principes verts mondiaux et à Action 21; le Parti vert est en reverdissement permanent; soutenu par des experts, des citoyens et des réseaux de travail qui soutiennent le processus.

## Résultats électoraux

### Élections présidentielles
| Année | Candidats        | Candidats             | 1er tour  | 1er tour | 2d tour   | 2d tour | Rang |
| Année | Président        | Vice-président        | Votes     | %        | Votes     | %       | Rang |
| ----- | ---------------- | --------------------- | --------- | -------- | --------- | ------- | ---- |
| 2010  | Antanas Mockus   | Sergio Fajardo        | 3 134 222 | 21,51    | 3 587 975 | 27,47   | 2e   |
| 2014  | Enrique Peñalosa | Isabel Segovia        | 1 065 142 | 8,28     |           |         | 5e   |
| 2018  | Sergio Fajardo   | Claudia López         | 4 589 696 | 23,73    |           |         | 3e   |
| 2022  | Sergio Fajardo   | Luis Gilberto Murillo | 888 585   | 4,20     |           |         | 4e   |